# Luminosidad solar
En astrofísica, la luminosidad solar es la unidad de luminosidad utilizada convencionalmente para expresar la luminosidad de las estrellas. Es igual a la que tiene el Sol.
Su valor, expresado en vatios (W), es:
{\displaystyle L_{\odot }=3.828\times 10^{26}\;{\rm {W}}}
En el sistema cegesimal, el valor numérico de la luminosidad solar se multiplica por 107 ya que el vatio (o julio por segundo) es reemplazado por el ergio por segundo. La luminosidad solar se calcula de forma aproximada como
{\displaystyle L_{\odot }\simeq 4\times 10^{33}\;{\rm {erg}}\cdot {\rm {s}}^{-1}}.
Dado que el valor de la masa solar es aproximadamente 2 × 1033 g, en estas unidades el valor numérico de la luminosidad solar es más o menos el doble que el de la masa solar, es decir, L / M ≅ 2.

## Luminosidad de las estrellas
El Sol se puede considerar una estrella media en cuanto a luminosidad y tamaño. Por ello, luminosidad solar y masa solar son parámetros utilizados como unidad de medida para objetos astronómicos más masivos y luminosos. En la siguiente tabla se recogen algunas estrellas ordenadas según su luminosidad.
| Nombre                 | Otra denominación | Tipo de estrella                          | Tipo espectral | Luminosidad (LSol) |
| ---------------------- | ----------------- | ----------------------------------------- | -------------- | ------------------ |
| Próxima Centauri       | V645 Centauri     | Enana roja                                | M5.5Ve         | 0.000138           |
| Estrella de Van Maanen | GJ 35             | Enana blanca                              | DZ7            | 0.00018            |
| 61 Cygni A             | V1083 Cygni       | Enana naranja                             | K5.0V          | 0.15               |
| Sol                    |                   | Enana amarilla                            | G2V            | 1                  |
| Vega                   | Alfa Lyrae        | Estrella blanca de la secuencia principal | A0V            | 37                 |
| Aldebarán A            | Alfa Tauri        | Gigante naranja                           | K5III          | 350                |
| Gacrux                 | Gamma Crucis      | Gigante roja                              | M3.5III        | 1500               |
| Bellatrix              | Gamma Orionis     | Gigante azul                              | B2III          | 6400               |
| Aludra                 | Eta Canis Majoris | Supergigante azul                         | B5Ia           | 66 000             |
| Estrella Pistola       | V4647 Sagittarii  | Variable luminosa azul                    |                | > 1 000            |